# Соколиця (Вармінсько-Мазурське воєводство)
Соколиця (пол. Sokolica, нім. Falkenau) — село в Польщі, у гміні Бартошиці Бартошицького повіту Вармінсько-Мазурського воєводства.
Населення — 343 особи (2011).
У 1975-1998 роках село належало до Ольштинського воєводства.

## Демографія
Демографічна структура станом на 31 березня 2011 року:
|          | Загалом | Допрацездатний вік | Працездатний вік | Постпрацездатний вік |
| -------- | ------- | ------------------ | ---------------- | -------------------- |
| Чоловіки | 168     | 31                 | 127              | 10                   |
| Жінки    | 175     | 35                 | 107              | 33                   |
| Разом    | 343     | 66                 | 234              | 43                   |